# Heinrich Hergert
Heinrich Hergert (* 21. Februar 1904 in Pirmasens; † 18. September 1949 in Heidelberg), Spitzname „Schepp“, war ein deutscher Fußballspieler.

## Karriere

### Vereine
Der wuchtige Mittelläufer und Abwehrspieler begann seine Karriere bei Union Pirmasens, bevor er 1925 zum FK Pirmasens wechselte. Als Angehöriger dieses Vereins kam er immerhin zu fünf Länderspielen zwischen 1930 und 1933. Im Bezirk Rhein/Saar, Gruppe Saar, errang er mit dem FK Pirmasens in den Jahren 1930 bis 1933 viermal in Folge die Meisterschaft. In den Endrundenspielen um die süddeutsche Meisterschaft erwiesen sich aber immer die Mannschaften aus Frankfurt, Fürth, München, Nürnberg, Stuttgart und Mannheim als überlegen und „Schepp“ Hergert zog deshalb in seiner gesamten Karriere nie in die Endrunde um die Deutsche Meisterschaft ein. Mit Einführung der Gauliga Südwest ab der Saison 1933/34 folgten drei Spielzeiten, in denen die Vizemeisterschaften hinter Kickers Offenbach, dem FC Phönix Ludwigshafen und Wormatia Worms errungen wurden, wobei der Vizemeister in den Jahren 1934 bis 1936 jedoch nicht für die Endrunde um die Deutsche Meisterschaft qualifiziert war. 1938 wechselte Hergert zum Bezirksligisten 1. FC Kaiserslautern und trug zum Aufstieg in die Gauliga Südwest 1939/40 bei.

### Auswahl-/Nationalmannschaft
Das erste Spiel für Süddeutschland bestritt der Mann aus Pirmasens am 19. April 1931 in Dresden gegen Mitteldeutschland. Es war das Finale um den Bundespokal der Ländermannschaften. Mit 4:3 Toren nach Verlängerung gewann Süddeutschland den Pokal. Hergert spielte als rechter Läufer und bildete zusammen mit Ludwig Leinberger und Georg Knöpfle die Läuferreihe von Süddeutschland. Bei seinem zweiten Titelgewinn am 29. Juli 1934 in Nürnberg gegen Bayern, führte er das Team als Kapitän von Südwest zum 5:3-Erfolg. Trainer Paul Oßwald sah dabei drei Tore von Edmund Conen und zwei Treffer von Josef Fath. In allen Spielen des Kampfspielpokal-Wettbewerbs des Jahres 1934 bildeten immer Rudolf Gramlich, Heinrich Hergert und Willi Tiefel die Läuferreihe bei der erfolgreichen Südwestauswahl.
Die erste Berufung in die Fußballnationalmannschaft erhielt Heinrich Hergert für das Länderspiel am 4. Mai 1930 in Zürich gegen die Schweizer Nationalmannschaft. Nach dem ersten Titelgewinn mit dem FKP im Rhein/Saar-Bezirk und den Endrundenspielen um die süddeutsche Meisterschaft 1930 war der dynamische, zähe und einsatzstarke Aufbauspieler Reichstrainer Otto Nerz aufgefallen. Beim souveränen 5:0-Erfolg bildete er gemeinsam mit Ludwig Leinberger und Konrad Heidkamp die Läuferreihe. Am 7. September desselben Jahres folgte der zweite Länderspieleinsatz in Kopenhagen gegen die Nationalmannschaft Dänemarks. Debütant Reinhold Münzenberg konnte als Mittelläufer – gemeinsam mit den Seitenläufern Hergert und Hugo Mantel – die klare 3:6-Niederlage nicht verhindern. Am 28. September hatte „Schepp“ Hergert seinen dritten Einsatz im DFB-Dress. In Dresden gewannen die Nerz-Schützlinge nach einem 0:3-Halbzeitrückstand noch mit 5:3 Toren gegen die Nationalmannschaft Ungarns. Die Läuferreihe spielte in der Besetzung des 5:0-Erfolges gegen die Schweiz mit Hergert, Leinberger und Heidkamp. Es folgten noch die Spiele am 15. März 1931 und am 19. März 1933 gegen die Nationalmannschaft Frankreichs; danach war die Karriere von Hergert als Nationalspieler nach fünf Länderspieleinsätzen beendet. Im Juni 1931 hatte er noch ohne Einsatz an der Skandinavienfahrt der Nationalmannschaft mit den Länderspielen gegen die Nationalmannschaften Schwedens und Norwegens teilgenommen.
Exemplarisch für die Wichtigkeit des Vereinserfolges für die Berufung eines Spielers in Auswahlmannschaften kann die Tatsache bei Hergert angeführt werden, dass seine erste Berufung in die süddeutsche Auswahl für den Bundespokal-Wettbewerb 1931 erst nach dem Debüt im Nationaltrikot im Mai 1930 erfolgte. Zuvor hatte man dem Mann von dem in Süddeutschland nie um die Meisterschaft spielenden FK Pirmasens keine Beachtung geschenkt.

## Sonstiges
Heinrich Hergert trat zum 1. Mai 1933 der NSDAP bei (Mitgliedsnummer 3.268.246). Spätestens 1940 scheint er laut Karteikarte aus der Partei aus unbekannten Gründen ausgeschlossen worden zu sein.
Er bestritt seinen Lebensunterhalt als Zigarrenhändler. Nach dem Zweiten Weltkrieg ließ er seine Karriere als Spielertrainer beim S. V. Ruhbank, einem Pirmasenser Vorortverein, ausklingen.